# Valentine Munezero
Valentine Munezero, född 7 januari 2000, är en beachvolley- och volleybollspelare (vänsterspiker). Hon spelar för CS Sfaxien och Rwandas landslag.
Munezero är kapten för seniorlandslaget och har tidigare varit kapten för de juniorlandslag hon spelat med. Vid afrikanska mästerskapet 2023 utsågs hon till bästa vänsterspiker (en av två). På klubbnivå spelade hon fram till 2023 för  APR.
Munezero spelar inte bara inomhus, utan även utomhus. Hon har spelat tillsammans med Penelope Musabyimana vid bl.a. samväldesspelen 2018 och afrikanska spelen 2023 och med Charlotte Nzayisenga vid bl.a. afrikanska mästerskapet 2021.